# Kalînove, Tarașcea
Kalînove (în ucraineană Калинове) este o comună în raionul Tarașcea, regiunea Kiev, Ucraina, formată numai din satul de reședință.

## Demografie
Componența lingvistică a comunei Kalînove
     Ucraineană (98,12%)
     Rusă (1,75%)
     Alte limbi (0,07%)
Conform recensământului din 2001, majoritatea populației comunei Kalînove era vorbitoare de ucraineană (98,12%), existând în minoritate și vorbitori de rusă (1,75%).

## Legături externe
- pl Żydowska Grebla în Dicționarul geografic al Regatului Poloniei și al altor țări slave, volum XIV (Worowo — Żyżyn) 1895